# Клан Макдональд

Герб вождей клана Макдональд

Клан Макдональд (гэльск. MacDhòmhnaill, также известен как клан Дональд) — один из кланов горной части Шотландии. Является одним из крупнейших кланов за счёт большого количества ответвлений. До 1495 года вожди клана владели титулом лорд Островов, а до 1476 года два вождя клана владели титулом граф Росс. Клан Макдональд имеет многочисленные ответвления, некоторые из них возглавляются Лордом-Ла́йономгерольдме́йстером (англ. Lord Lyon King of Arms), такие как: Клан Макдональд из Слита, Клан Макдональд из Кланраналда, Клан Макдонелл из Гленгарри, Клан Макдональд из Кеппоха и Клан Макалистер. Известные ответвления, без признанных глав: Клан Макдональд из Даннивега, Клан Макдональд из Лохалша, Клан Макдональд из Гленко и Клан Макдональд из Арднамурхана. Клан Макдональд из Антрима являются младшей ветвью клана Макдональд из Даннивега, но не принадлежат к Шотландской ассоциации и имеют официально признанного главу в Ирландии.

## Происхождение
Норвежский-гэльский клан Макдональд имеет скандинавские корни и ведёт своё происхождение от Домналл мак Рагналл (умер примерно в 1250 году), который был первым вождём клана, королём Кинтайра и Гебридских островов; его отец — Ранальд король Островов и король Кинтайра и Гебридских островов. Отец Ранальда, Сомерленд, носил титул «короля Гебридских островов». Он был убит во время войны с королем Шотландии Малькольмом IV в битве при Ренфру в 1164 году.
Клан Макдональд происходит от Сомерледа — основателя клана Макдугалла, получившего название от имени его сына — Дугала. Клан Макдугалл ведет своё происхождение от старшего Дугалла Мак Сомайрле (Dugall mac Somhairle). Эти династии тогда называли клан Сомайрле (шотл. гэльск. — Clann Somhairle).
Кроме того, они являются потомками по материнской линии дома Гофрайда II Крована и Графа Оркни. Женой Сомерленда была Рагнхильда Олафсдоттир (норв. — Ragnhildis Ólafsdóttir), дочь Олафа I (ум. 1153), короля Мэна и Островов (1112/1113 — 1153). Также первые Макдональды были родственниками Ингеборг Хааконсдоттир (Ingeborg Haakonsdottir) — дочери Хакона Пальссона, ярла Оркнейских островов (ум. 1123).
Гэльские исторические традиции и исторические предания утверждают, что потомки Сомерленда имеют кельтское происхождение по мужской линии. Средневековые Сенахис (гэльск. — Seanachies) прослеживают происхождение Сомерленда до древних ирландских королей — Колла Уайса и Конна Сто Битв. Таким образом, исторические предания утверждают, что обе линии, из которых происходит клан Макдональд — клан Холла и Шол Хунн (Siol Chuinn) — потомки Колла Уайса и Конна Сто Битв соответственно, имеют королевское происхождение.
Сохранились древние поэтические сочинения, где воспеваются предки клана Макдональд, в частности поэзия жанра броснахад (гэльск. — brosnachadh) — «призыв к бою». В стихе, который был составлен в 1411 году перед битвой под Харлоу, говорится: «A Chlanna Cuinn cuimhnichibh / Cruas an àm na h-iorghaile» — «Потомки Конна помнят о храбрости своих предков в боях. Они были несокрушимыми во все времена» (гэльск.).
Современные исследования с привлечением ДНК-технологий показывают, что потомки Сомерледа имеют скандинавские корни по мужской линии. Тестирование мужчин кланов Макдональд, Макалистер и Макдугалл с использованием изучения Y-хромосомы, показали, что эти кланы имеют одного и того же предка по мужской линии. Была выявлена своеобразная Y-хромосома R1a1, которая распространенная в Шотландии — рассматривается в настоящее время как хромосома, которая была принесена викингами. 22 % мужчин из клана Макдональд, проживающих в США, имеют именно такую Y-хромосому.

## История

### XIII—XIV века
Исторически клан Макдональдов всегда поддерживал Норвегию и династии викингов на островах. Традиционно клан Макдональд был вассалом короля Норвегии. Но эта ленная зависимость была ликвидирована после поражения норвежцев в битве при Ларге в 1263 году — король Шотландии Александр III разбил войско норвежского короля Хакона IV Старого. В этой войне клан Макдональд поддерживал шотландского короля, а не норвежцев. Норвежский король Хакон вынужден был отступить под давлением шотландского флота, которым командовали король Александр III и лидеры клана Макдугал. В течение трех лет шотландцы завоевали подчинили своей власти западные острова (Гебриды). В 1266 году был заключен Пертский договор между Шотландией и Норвегией, по условиям которого шотландская корона получила под свой контроль Гебридские острова и остров Мэн. Клан Макдональд, владевший Гебридами и западным побережьем Шотландии, признали свою вассальную зависимость от шотландской короны.
Сыном Ангуса Мора, вождя клана Макдональд, был Ангус Ог. Он поддержал короля Шотландии Роберта Брюса в его войне за независимость Шотландии от Англии. Макдональды сражались на стороне Роберта Брюса в битве при Бэннокберне в 1314 году. За мужество и самоотверженность клана в этой битве король объявил, что силы Макдональд отныне будут всегда занимать позиции на правом фланге шотландского войска.

### XV век
Территория графства Росс вначале безраздельно принадлежала вождям клана Росс. Внук Ангуса Ога, Дональд Макдональд, 2-й лорд Островов (ум. 1423), женился на Марии (Мариоте) Лесли (ум. 1429/1440), дочери сэра Уолтера Лесли и Ефимии, графини Росса, которая была наследницей владений клана Росс. Графство было закреплено за кланом Макдональд в результате победы в битве при Харлоу в 1411 году, где большинство кланов Хайленда поддержало клан Макдональд. До битвы при Харлоу произошла битва при Дингуолле (1411), где клан Макдональд победил сильный клан Маккей, которого поддерживала конфедерация кланов во главе с кланом Стюарт. В 1415 году в графстве Росс произошли следующие события: Мердок Стюарт, герцог Олбани, попытался захватить замок Дингуолл и подчинить своей власти графство. Дональд Макдональд начал войну против Стюартов и провозгласил себя лордов Росса. Мердок Стюарт был казнен в 1425 году, но успел назначить своего сына Джона Стюарта, 2-го графа Бьюкена, новым графом Росса. Однако именно вожди клана Макдональд стали графами Росса — Александр Макдональд, 3-й лорд Островов, а потом его сын Джон II Макдональд, последний (4-й) лорд Островов.
В 1429 году произошла битва на границе Лохабера и Баденоха. Войско Александра Макдональда, 3-го лорда Островов и графа Росса, потерпело поражение от королевской армии под командованием Якова I Стюарта, из-за предательства кланов Хаттан и Камерон, перешедших на сторону короля. Разбитый Александр Макдональд отступил на Гебриды. Король организовал поход на Гебридские острова, чтобы окончательно разгромить и пленить Макдональда. В августе 1429 года в аббатстве Холируд Александр Макдональд сдался на милость короля. По приказу короля лорд Островов был арестован и заключен в тюрьму. После заключения Александра клан Макдональд возглавил его племянник, Дональд Баллок Макдональд, 2-й вождь клана Макдональд из Даннивега.
В сентябре 1431 года королевские войска под командованием Александра Стюарта, графа Мара, были разбиты в битве при Инверлохи отрядами лорда Островов под руководством Дональда Баллока Макдональда. В том же году правитель Островов Александр Макдональд, проведя в плену два года, был освобождён королём из темницы.
В мае 1449 года после смерти Александра Макдональда Джон Макдональд унаследовал титулы лорда Островов, графа Росса и вождя клана Макдональдов. В 1452 году Джон Макдональд, лорд Островов, поднял восстание против королевской власти и захватил замки Инвернесс, Аркарт и Рутвен.
В 1480 году на побережье острова Малл к северо-западу от современного города Тобермори произошла так называемая «битва в Кровавой бухте». Противниками были Джон II Макдональд (гэльск. — Eoin Mac Dòmhnuill), 4-й лорд Островов и вождь клана Макдональд, и его внебрачный сын, Ангус Ог Макдональд (гэльск. — Aonghas Òg Mac Dòmhnuill). Джона Макдональда поддержали кланы Маклейн, Маклауд и Маккейл (шотл. — Clan MacLean, Clan MacLeod, Clan MacNeil). Ангуса Ога МакДональда поддержали Аллан Макруари, вождь клана Ранальд, линии клана Макдональд и Дональд Мак Энгус (гэльск. — Dòmhnall Mac Aonghais) — вождь клана Макдональд из Кеппоха. В том же 1480 году Джон Макдональд совершил неудачный поход на Сазерленд, где в битве при Скибо потерпел поражение от кланов Сазерленд и Мюррей из Аберскросса.

### XVI век

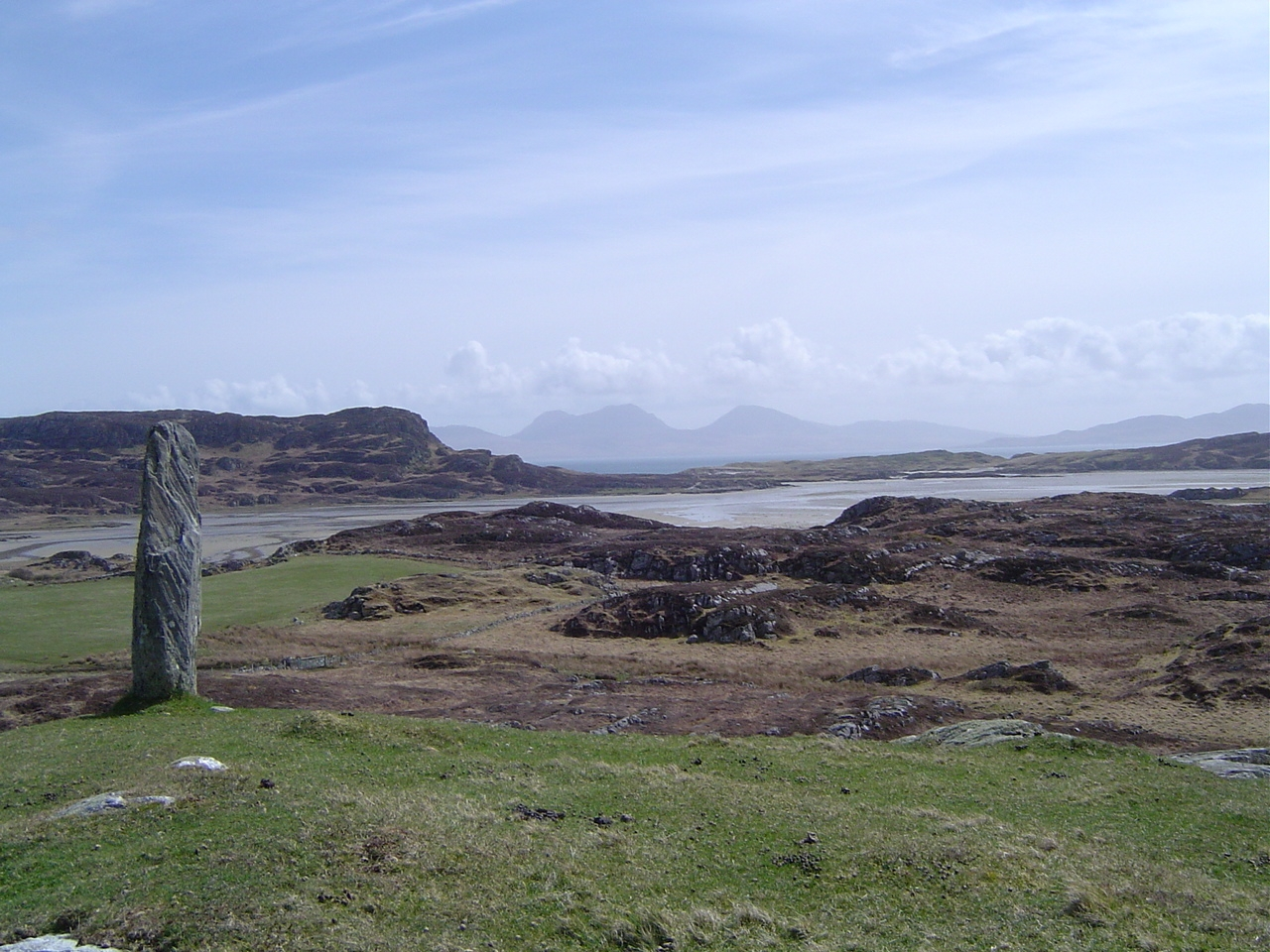
Остров Колонсей, Внешние Гебриды, принадлежал лордам Островов и вождям клана Макдональд

В июле 1476 года Джон II Макдональд, 4-й лорд Островов, вынужден был уступить королю Шотландии Якову III Стюарту графство Росс и признать верховную власть короля. Также Джон Макдональд должен был передать короне остров Скай, Напдейл и Кинтайр, но сохранил за собой контроль над Гебридскими островами. Макдональды, отказавшись от претензий на графство Росс, вынуждены были согласиться, что титул лорда Островов отныне будет подтверждаться королем, а не переходил, как ранее, независимо в роду Макдональд.
В 1493 году король Шотландии Яков IV Стюарт подписал указ о конфискации владений Джона II Макдональда, лорда Островов, который отказался от власти и уступил свои владения на Гебридских островах короне. Джон Макдональд провёл остаток своей жизни, получая денежное содержание от шотландской короны. Королевскую экспансию на западные земли возглавили Кэмпбеллы, графы Аргайла, враги клана Макдональд. Окончательной датой упразднения лордства Островов можно считать 1540 год, когда титул лорда Островов был закреплен за наследниками шотландского престола.
В начале XVI века Макдональды из Шотландии, недовольные правлением Якова IV, стали переселяться в Северную Ирландию.
Но клан Макдональд остался одним из сильнейших кланов Шотландии и сохранил практически все свои земли. В начале XVI века вождь клана Макдональд, Дональд Дубх, Дональд Темный восстал против короля Шотландии Якова IV с целью вернуть себе верховную власть над Островами. У него нашелся союзник в этом восстании — король Англии Эдуард VI Тюдор. Король Шотландии смог привлечь на свою сторону разными подарками и уступками разные ветви клана Макдональд и их вождей. Таким образом, клан Макдональд стал разделенным, его власть и сила уменьшились, а королевская власть на островах возросла. В 1545 году умер Дональд Дубх (Domhnall Dubh), внук Джона (II) Макдональда и последний претендент на лордство.

### XVII век
В XVII веке Шотландия попала под власть английского короля вследствие «личной унии» — шотландский король Яков VI Стюарт занял английский престол по именем Якова I. В Ирландии, которая была захвачена Англией, продолжались бесконечные восстания против английской власти. Для подавления этих восстаний были привлечены шотландские кланы. Ситуация осложнялась тем, что ирландцы были католиками, тогда как англичане были протестантами. Часть шотландских и ирландских кланов также приняла протестантство. Часть шотландских кланов остались католиками, что усилило вражду и резню между кланами — теперь уже на религиозной почве. В 1642 году во время подавления очередного ирландского восстания, на острове Ратлин солдаты из клана Кэмпбелл из так называемых «отрядов Аргайла» под командованием сэра Дункана Кэмпбелла устроили резню католиков из клана Макдональд. Резня была безжалостна — женщин, детей, стариков бросали со скал в море. Число жертв этой резни превысило 3000 человек.

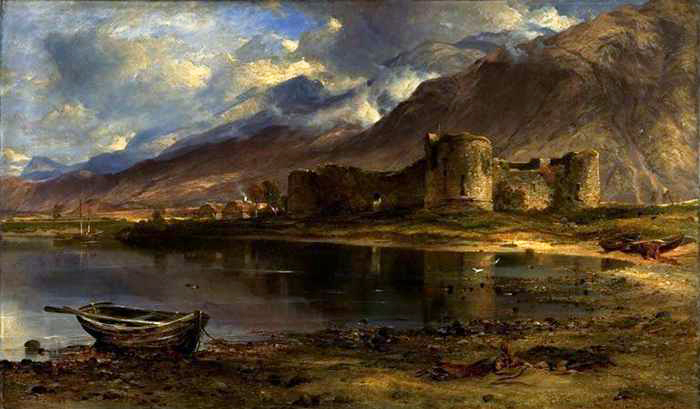
Замок Инверлохи, около которого произошла Битва при Инверлохи 2 февраля 1645 года

В 1644—1647 годах в Шотландии шла Гражданская война, которая вошла в историю как «Война трёх королевств». Война между республиканцами и роялистами усиливалась еще тем, что одновременно велась война между католиками и протестантами, между различными кланами, которые разделяла давняя вражда. Вчерашние ковенантеры могли стать роялистами, протестанты могли поддержать католического короля — шла война всех о всех. В горной Шотландии война, в основном, шла между кланами Макдональд и Кэмпбелл. Кэмпбеллы были сторонниками республиканцев, ковенантеров и протестантов, а Макдональды поддерживали роялистов и католиков. В 1644 году отряды из ирландского клана Макдональд под руководством Аласдера Макколла высадились в Шотландии, чтобы поддержать шотландских католиков и роялистов. После года боев и столкновений на землях клана Кэмпбелл стороны сошлись в битве при Инверлохи (шотл. — Inverlochy). Республиканцев (ковенантеров) возглавлял Арчибальд Кэмпбелл, 1-й маркиз Аргайл, а роялистами командовал Джеймс Грэм, 1-й маркиз Монтроз. Войска роялистов, состояли из людей кланов Макдональд, Маклейн и ирландцев под предводительством Аласдера Макколлы. Роялистов было вдвое меньше, чем республиканцев, но они сумели победить. В 1645 году замок Кинлохалин, который принадлежал клану Макиннс, был атакован и сожжен людьми клана Макдональд под руководством Джеймса Грэма, 1-го маркиза Монтроза.
В 1692 году произошла резня в Гленко — невооруженные люди из клана Макдональд были перебиты людьми из клана Кэмпбелл во время подавления очередного восстания якобитов. Возмущение этим событием в Шотландии было обусловлено тем, что это была мирная встреча и был нарушен закон гостеприимства — один из основных законов Хайленда.

### XVIII век

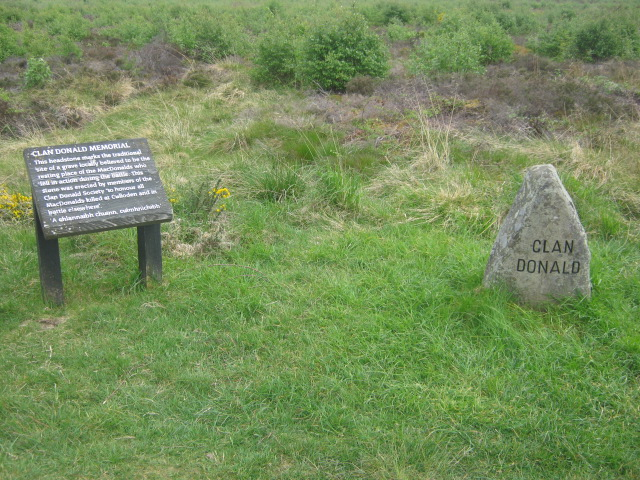
Могильная плита клана Макдональд на месте битвы при Каллодене в 1746 году

Во время первого восстания якобитов в 1715 году Макдональды поддержали дом Стюартов. Много людей из разных ветвей клана Макдональд (Макдональды из Кеппоха, Кланраналда и Гленко) принимали участие в битве под Шерифмуре и погибли в этом сражении. Среди убитых был Аллан Макдональд — вождь клана Макдональд из Кланраналда.
В 1745 году клан Макдональд и его ветви поддержали второе восстание якобитов. Они участвовали в битвах при Престонпансе (21 сентября 1745), Фолкерке (17 января 1746) и Каллодене (16 апреля 1746). Очень много людей из клана Макдональд погибших в этих сражениях. В сражении при Каллодене был убит Александр Макдональд — вождь клана Макдональд из Кеппоха. Но некоторые ветви клана, в частности, ветка клан Макдональд из Слита, поддержали английские правительственные войска, в результате чего их земли (в отличие от других земель клана Макдональд) не были конфискованы правительством.

## Вождь

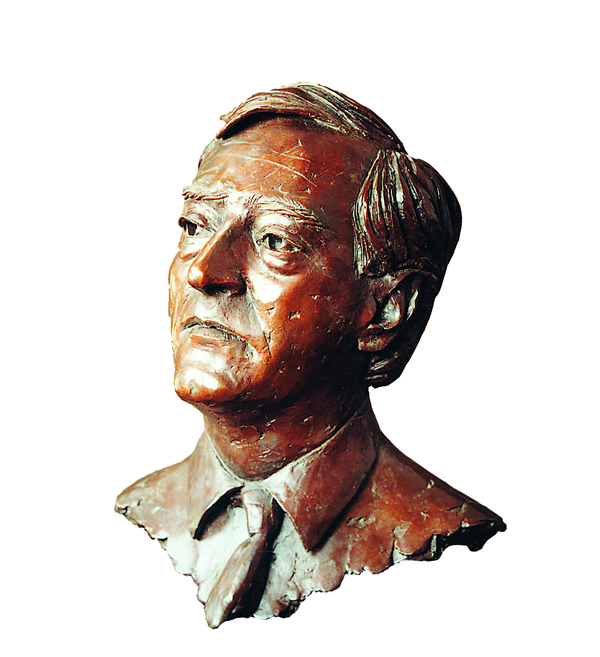
Бронзовый бюст Годфри Джеймса Макдональда, 8-го барона Макдональда

В 1947 году Лорд Лайон, главный герольдмейстер Шотландии, признал Александра Годфри Макдональда, 7-го барона Макдональда (1909—1970), первым верховным вождем клана Макдональд. После его смерти в 1970 году ему наследовал его старший сын, Годфри Джеймс Макдональдл, 8-й лорд Макдональд . В 1972 году поместья Макдональдов были проданы, чтобы заплатить долги покойного Александра Годфри Макдональда. Лорд Макдональд живет в Кинлок-лодже на острове Скай с женой, писательницей Клэр Макдональд.
Верховным вождём клана Макдональд в настоящее время является Годфри Джеймс Макдональд (род. 1947), из Макдональдов Слита, 8-й барон Макдональд (с 1970 года).

## Исторические вожди клана Макдональд
1. Сомерлед (начало XII века — 1164), король Мэна и Островов, правитель Аргайла, сын аргайлского вождя Гиллибрайда
2. Ранальд (середина XII века — 1209), король Островов, лорд Аргайла и Кинтайра, один из сыновей Сомерленда
3. Дональд (конец XII века — 1250-е годы), правитель Королевства Островов, старший сын предыдущего
4. Ангус Мор (ум. 1295), лорд Кинтайра и Гебридских островов, правитель Королевства Островов, сын предыдущего
5. Александр Ог (ум. 1299), правитель Островов, лорд Кинтайра и Гебридских островов, старший сын предыдущего
6. Ангус Ог (ум. около 1318), правитель Островов, лорд Кинтайра и Гебридских островов, младший сын Ангуса Мора
6. Джон I Макдональд (ум. 1386), правитель Островов, лорд Островов, лорд Гламоргана и лорд Лохабера, единственный сын предыдущего
7. Дональд Макдональд (ум. 1423), 2-й лорд Островов, старший сын предыдущего от второго брака
8. Александр Макдональд (1390—1449), 3-й лорд Островов (1423—1449), а также граф Росс (1437—1449), старший сын предыдущего
9. Джон II Макдональд (1434—1503), 4-й (последний) лорд Островов (1449—1493), граф Росс (1449—1476), единственный сын предыдущего.
10. Ангус Ог Макдональд (ум. 1490), фактический правитель Островов (1481—1490), внебрачный сын предыдущего.
11. Дональд Дубх Макдональд (ум. 1545), единственный сын Ангуса Ога Макдональда и внук Джона II Макдональда.

## Замки
На протяжении веков Макдональд владели следующими замками:

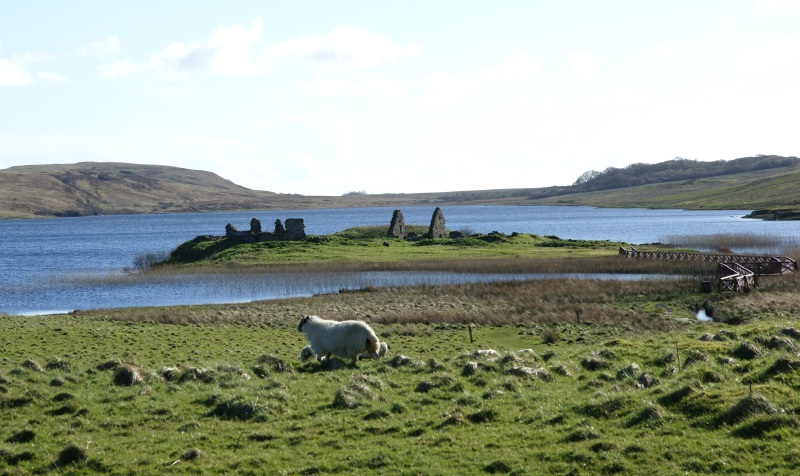
Руины замка Финлагган, исторической резиденции лордов Островов и вождей клана Макдональд

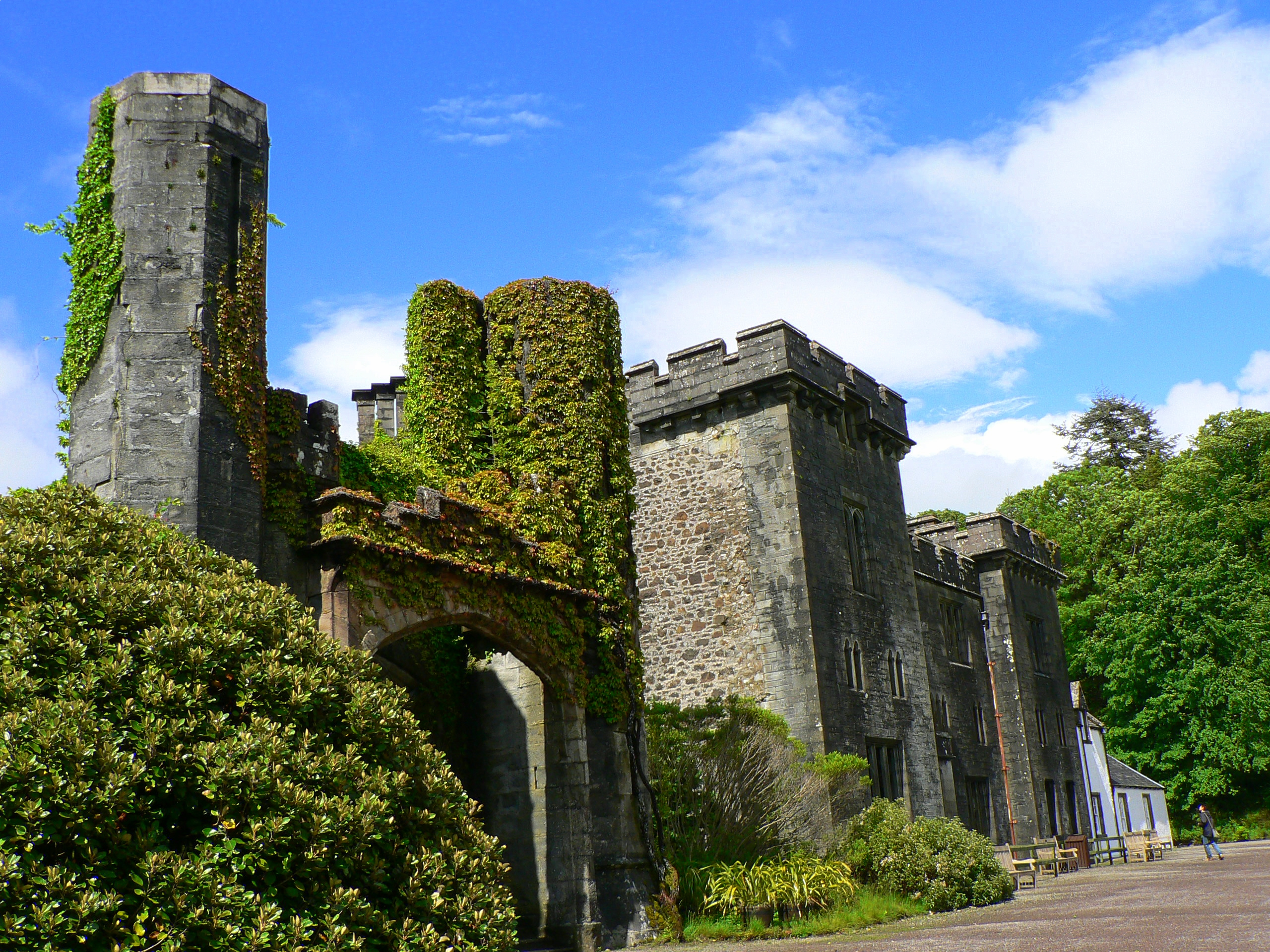
Замок Армадэйл, на острове Скай, дом Центра клана Дональд и Музей Островов

### Замки клана Макдональд
- Замок Финлагган, был расположен на острове Айлей, на озере Лох-Финлагган, Аргайлшир. Это была резиденция вождей клана Дональд, лордов Островов[11][12]
- Замок Армадэйл, на острове Скай, Инвернессшир, с 1815 года дом Центра клана Дональд и Музей Островов, которые являются открытыми для общественности[11]
- Замок Нок, остров Скай, Инвернессшир, разрушенный замок Макдональдов[11]
- Замок Данталм, остров Скай, Инвернессшир, разрушенный замок клана[11]
- Замок Арос, разрушенный замок клана, расположенный на острове Малл, Аргайлшир[11]
- Замок Клейг, разрушенный замок Макдональдов, расположенный на острове Джура, Аргайлшир[11]
- Замок Килдонан, разрушенный замок, расположенный на острове Арран, Бьютшир
- Замок Ардторниш, разрушенный замок Макдональдов, расположенный на полуострове Морверн, Аргайлшир[11]
- Замок Данаверти, разрушенный замок Макдональдов, у берегов полуострова Кинтайр, известном как Блуд-Рок из-за инцидента, известного как «Резня в Данаверти».

### Замки линий клана Макдональд
- Замок Tиорам, расположен в заливе Лох-Моирдат, Лохабер, бывшая резиденция клана Макдональд из Кланраналда
- Замок Борв, остров Бенбекьюла, разрушенный замок Макдональдов из Кланраналда[11]
- Замок Ормаклетт, остров Саут-Уист, еще один замок клана Макдональд из Кланраналда[11]
- Замок Инвергарри, построен на скале «Утес Ворона» на озере Лох-Ойк, резиденция вождей клана Макдональд из Гленгарри[11]
- Замок Стром на берегу озера Лох-Каррон, бывший замок Макдональдов из Гленгарри[11]
- Замок Данлюс в Ирландии, был резиденцией клана Макдоннелл из Антрима в графстве Антрим[11]
- Замок Гленарм, другой замок Макдональдов из Антрима
- Замой Данивейг, остров Айлей, резиденция вождей клана Макдональд из Даннивега[11]
- Замок Данскейт, остров Скай, был резиденцией клана Макдональд из Слита
- Замок Кеппох, находится около деревни Спин-Бридж в Лохабере, был резиденцией клана Макдональд из Кеппоха, с 1690 года передан клану Макинтош[11]
- Замок Мингарри, около деревни Килхоан в Лохабере, был резиденцией клана Макдональд из Арднамурхана[11]
- Замок Ларги, Аргайлшир, был резиденцией клана Макдональд из Ларги[11].